# ぱしふぃっくびいなす
ぱしふぃっくびいなす (Pacific Venus) は、日本クルーズ客船が運航していたクルーズ客船。

## 概要
「おりえんとびいなす」の準同型船として1998年に就航した日本籍で2番目に大きなクルーズ客船であった。「ニューゆうとぴあ」の代替船として1995年より建造計画に着手し、研修船やチャーター船の需要の減少を受け、レジャークルーズに重点を置いた構造で、内装は「エコロジー&ヒューマニズム」をコンセプトとして設計されていた。船名は一般公募で決定された。
中短距離のクルーズを中心に運行されたが、世界一周やオセアニアクルーズなどのロングクルーズも行っていた。
2006年1月にはキッズルームをビューティサロン室「びいなすサロン」に転用、6階にスモーキングコーナーを設置するリニューアルを実施した。
2008年12月にはスポーツジム「ジムナジウム」の拡張や展望浴室へのスチームサウナ設置、家具のリニューアル等の改装を実施。
2020年3月より、新型コロナウイルスの感染拡大により運行を休止した。1年以上の休止を挟んで2021年夏より運行再開となったが、わずか計8コース（19泊分）の催行に留まり、再び2021年8月から運航を休止した。2022年3月より定員を削減して感染対策を徹底して運行を再開したが、その後も新型コロナウイルス禍の影響で乗客が半分以下に落ち込み収益が悪化。乗員のコロナ感染や、寄港先の自治体の要請で8-9月のクルーズが中止になるなどした。
2022年12月27日の神戸発「びいなすニューイヤークルーズ」をもって客船事業を終了することが発表された。神戸を出港して石垣島・沖縄本島・奄美大島を巡るツアーであった。麻倉未稀のスペシャルステージも開催された。1月4日に神戸港第4桟橋に戻り、日本での運行を終えた。この最後の9日間のツアーの代金は、495,000円から2,111,000円であった。
最後のクルーズののちに、兵庫県相生市のJMUアムテック（旧石川島播磨重工業）のドックに入渠して船体リフレッシュ＆メンテンナンスが行われた。

## EASTERN VENUS
2023年12月、韓国のドゥウォン商船に売却されパナマ船籍の「EASTERN VENUS」と改名され中国での改修工事を受けるためにJMUアムテックを離れた。東海港を拠点とした日本海沿岸や東南アジア方面への運航や、台湾を拠点とした沖縄方面への運航を検討している。2024年12月24日から就航し、デビュークルーズは釜山港発着で12月25日に佐世保港・12月26日に鹿児島港に寄港した。

## 設備
階段室は前後2か所にあり、それとは別にロビーには5-6-7階を繋ぐらせん階段が配置された。エレベーターは前方に3基、後方に1基が設置された。
12階
- トップラウンジ「サテライト」 - 宇宙をイメージしたデザインとした[5]。船体中の煙突の前方に位置し、スポーツジムの上に位置していた。
  - ゲームコーナー
- サンデッキ

11階
- オブザベーションラウンジ「グラン・シャリオ」 - 空をイメージしたデザインとした[5]。船の先端部に位置し、後方にバーカウンターが設置され、前方には白いピアノが置かれていた。
- びいなすサロン（エステティック・ネイルサロン・ボディセラピー）
- プール&ジャグジー
  - プールサイドデッキ
  - プールサイドバー
- 展望浴場
  - スチームサウナ
- ジムナジウム

10階
- スポーツデッキ
  - スポーツデッキバー
- スモーキングルーム（10階利用者専用）

9階
- コンファレンスルームA
- カラオケルーム（2室）[1]
- カードルーム
- 茶室「楽水亭」
- テンダーボート「きゅうぴっと3」「きゅうぴっと4」

8階
- メインホール「テアトロ・ピアッツァ」 - 9階まで吹き抜け[1]

7階
- エントランス
- メインダイニングルーム「プリマベーラ」 - 要所要所に花をあしらい春をイメージした内装とした[1]。
- メインラウンジ「ル・パシフィーク」 - 海をイメージしたデザインとした[5]。
- ピアノサロン「アルカンシェル」 - 様々な色彩の組み合わせで若々しいイメージの内装とした[1]。
- プロムナード
- ダイニングサロン「グラン・シエクル」（スイートルーム以上船客専用） - クラシックな雰囲気で格調高く落ち着いた内装とした[1]。
- オープンバー「ウィンド・オブ・メコン」
- ロゴショップ「ハミングバード」

6階
- ライティングルーム - 英国調の内装とした[1]。
- パソコンルーム
- シアター - 5階まで吹き抜け
- コンファレンスルームB
- レセプションルーム - 障子と格子による和風の内装とした[1]。
- スモーキングルーム
- 大型ランドリー

5階
- エントランスロビー - 7階まで吹き抜け[1]
- フロント
- オーガナイザーインフォメーション
- オーガナイザーオフィス
- オーガナイザーサロン

4階
- 医務室
- 美容室
- 理容室
- 病室

## 客室
客室はスタンダードルームを除き全室が海に面したツインルーム。
- ロイヤルスイートルーム - 65m2（10階 4室）[21]
  - ロイヤルスイートA
    - 「アルカイック」 - 日本的なインテリアを施した[5]。
    - 「モダン」 - 金色の応接セットやガラス張りの寝室を施した[5]。

  - ロイヤルスイートB
    - 「エレガント」 - アイボリーとピンクを基調色とした[5]。
    - 「ノーブル」 - 中世ヨーロッパ調のインテリアを施した[5]。
- スイートルーム - 35m2（10階 16室）
- デラックスルーム - 23.5m2（9階 通常18室・バリアフリー2室）
- ステートルーム - 15.3m2
  - 9階「ステートE」：6室
  - 8階「ステートF」：34室
  - 6階「ステートG」82室・「ステートH」8室
  - 5階「ステートH」20室・「ステートJ」14室
  - E・F・Gは角窓、H・Jは丸窓、F・G・H・Jは3人利用可。
- スタンダードルーム （5階・6階内側合計16室[21] 2018年時点では販売なし）

## その他
- 1999年8月31日、ZARDが600人を招待して初の単独ライブを行った[22]。ライブアルバム『ZARD Cruising & Live 〜限定盤ライヴCD〜』に収録されている。
- 2009年7月22日、読売旅行のチャーターによる皆既日食観測クルーズ（北硫黄島付近）の模様が生放送も含め、NHKで放送された。
- 2016年10月13日 - 16日、毎日放送開局65周年を記念し同局のチャーターで「MBSプロデュース 豪華客船 神戸発着3泊4日の旅『ドリームズ・カム・クルーズ』」を実施[23]。神戸港発着で門司港・屋久島を経由するルートで船上では同局制作のテレビ番組（『ちちんぷいぷい』『せやねん!』）・ラジオ番組（『こんちわコンちゃんお昼ですょ!』『ヤマヒロのぴかいちラジオ』）向けの生中継や、テレビ・ラジオのレギュラー番組（『プレバト!!』『こんちわコンちゃんお昼ですょ!』）からの派生企画などのイベントを連日実施した。
- 2017年7月13日、サンエックスのキャラクターリラックマとのコラボグッズの発売がリラックマごゆるりブログで発表された[24]。コラボグッズは船内ショップのみの限定販売であった。また、翌年の2018年9月13日にはコラボグッズ第二弾の発売が発表された[25]。
- 2019年1月6日 - 7日、バンダイナムコエンターテインメントのバケーション事業企画第1弾としてJTBとのチャーターで「アイドルマスター シンデレラガールズ スターライトクルーズ」を実施[26]。横浜港発着でシンデレラガールズの出演声優から藍原ことみ・五十嵐裕美・松嵜麗・青木瑠璃子・佐藤亜美菜・山本希望、音楽スタッフから中川浩二・柏谷智浩・JUNGO・トリ音（櫻井えり子）が出演し船内でトークミニライブなどの音楽イベントを実施した。
- 2022年9月10日 - 11日、Yostar主催・JTBチャーターで「アズールレーン 5thアニバーサリークルーズ」を実施[27]。横浜港発着で出演声優から下田麻美・中村繪里子・加隈亜衣・中原麻衣・山根希美・堀籠沙耶、トークイベント司会としてマフィア梶田・高塚智人、Yostarスタッフから李衡達社長・三輪木大マーケティングディレクター・小田島愛広報、コスプレイヤーゲストとして楪くれは・尊みを感じて桜井が出演しYoutube番組「#アズレン5周年 記念生放送 -豪華客船から祝福を-」の公開生配信を始めとしたトークイベントやテレビアニメシリーズの上映会などを実施。

## ギャラリー

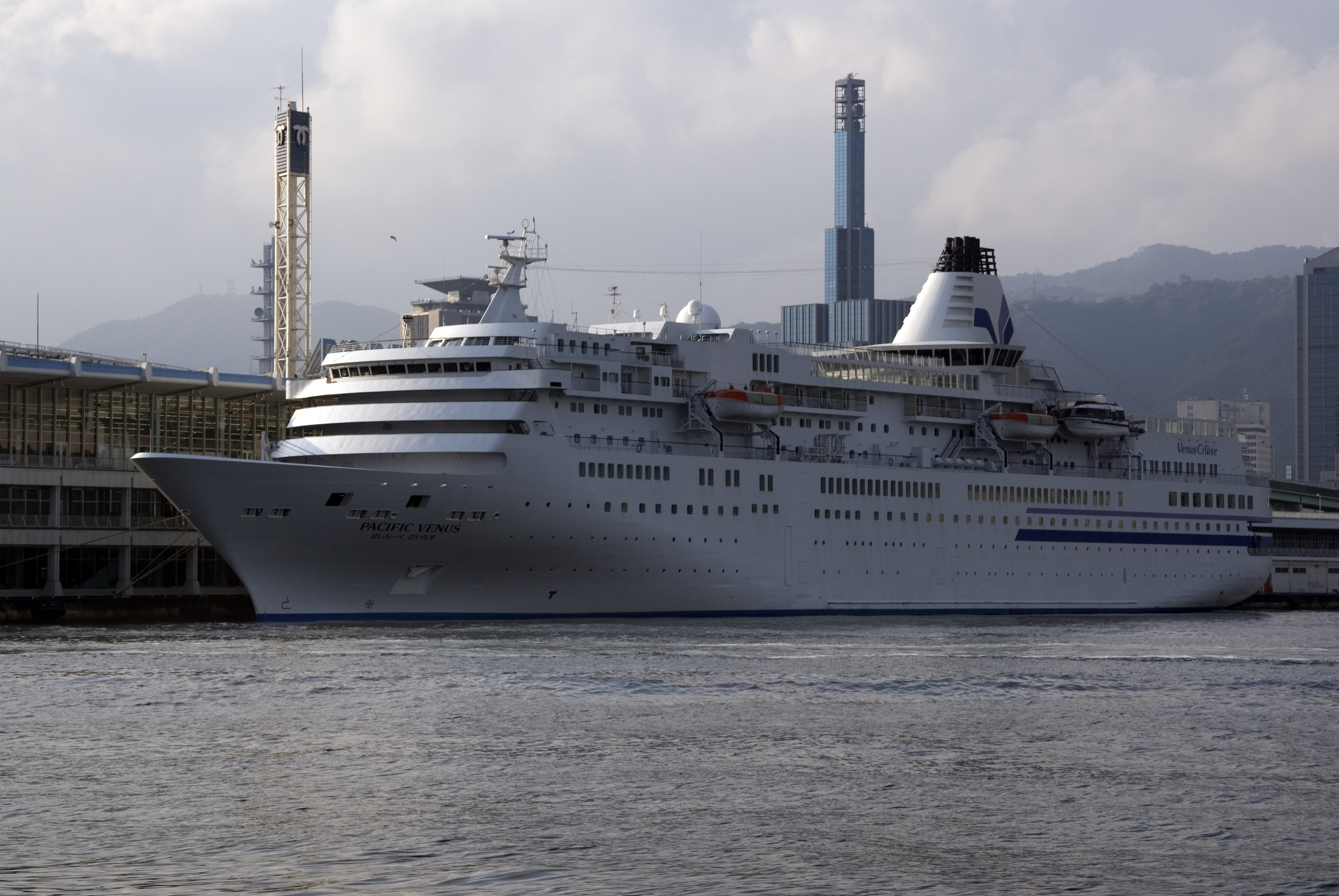
神戸港・神戸ポートターミナルにて
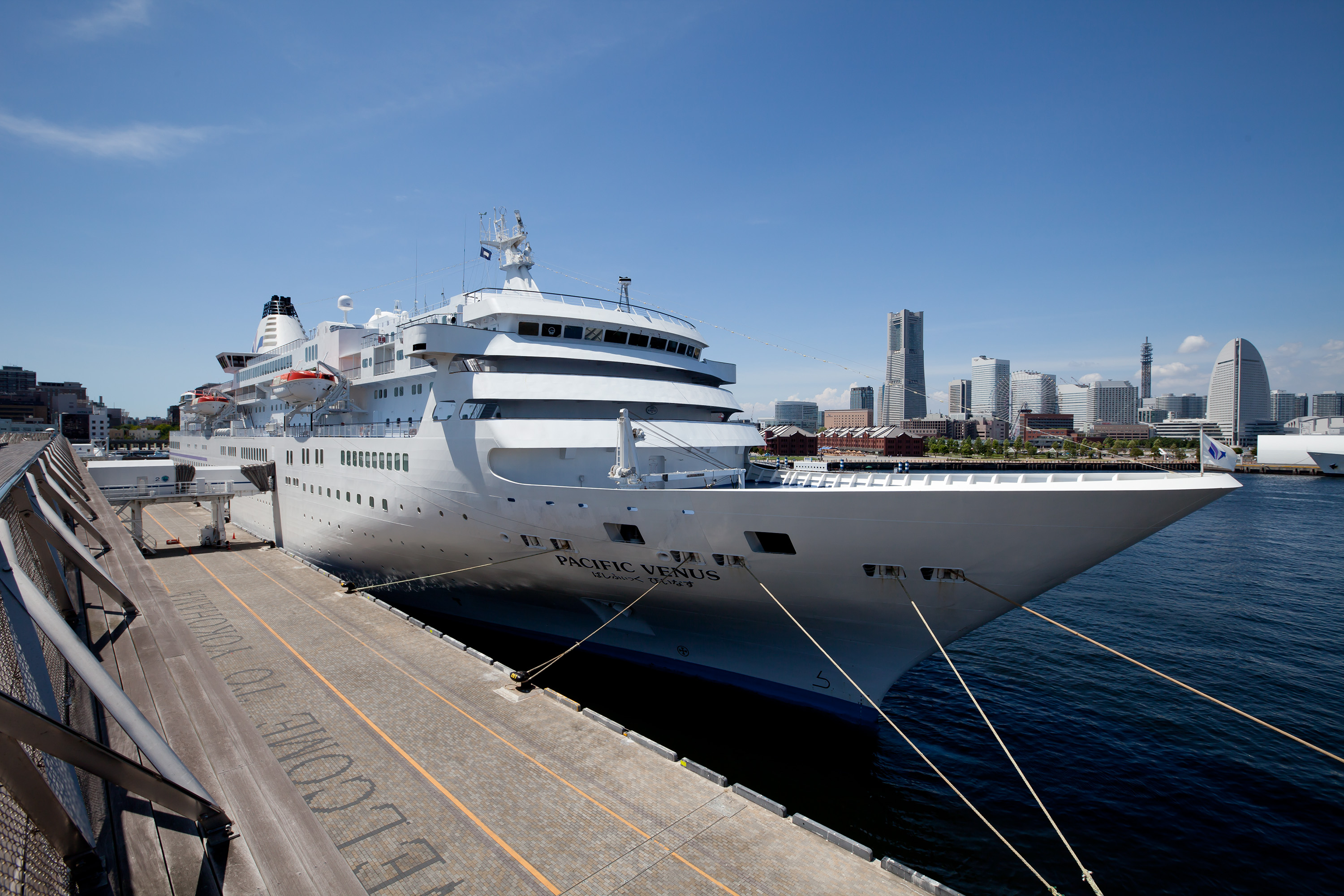
船首（横浜港・大さん橋）
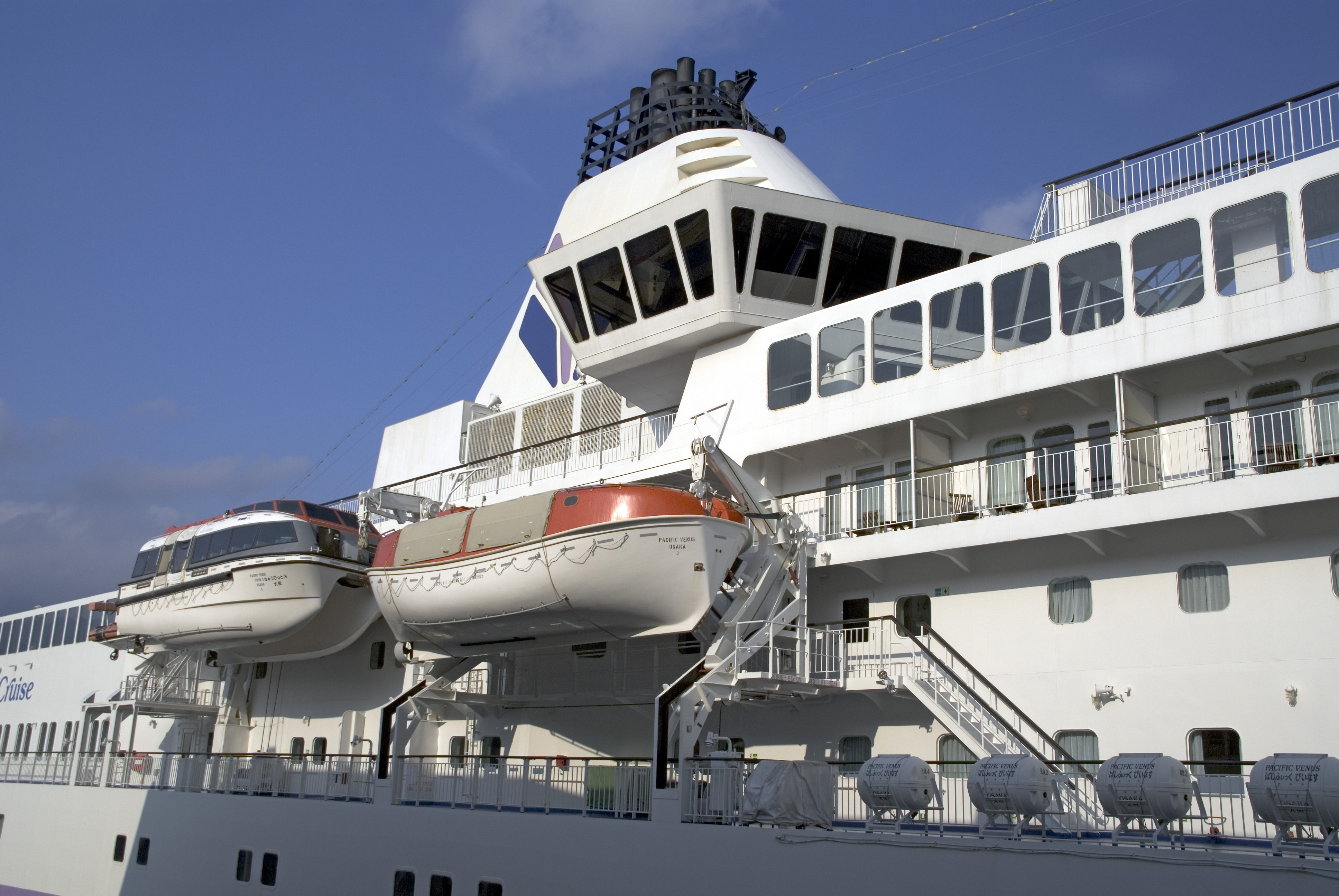
テンダーボート（神戸PT）
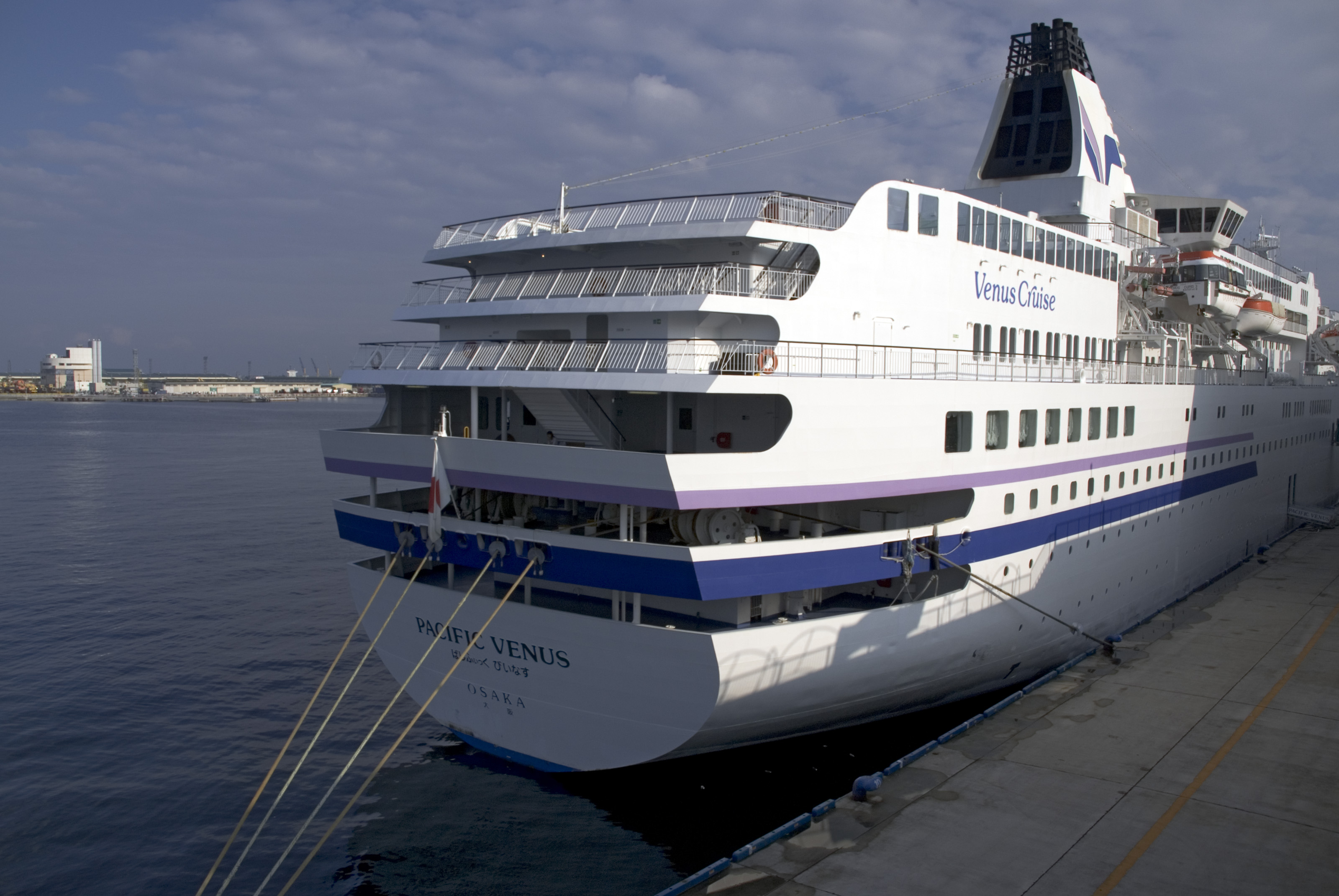
船尾（神戸PT）
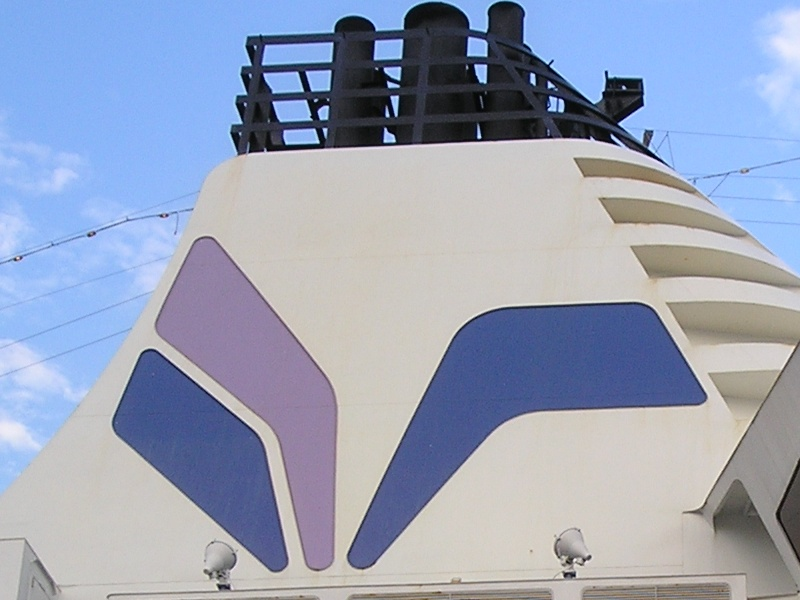
ファンネルマーク
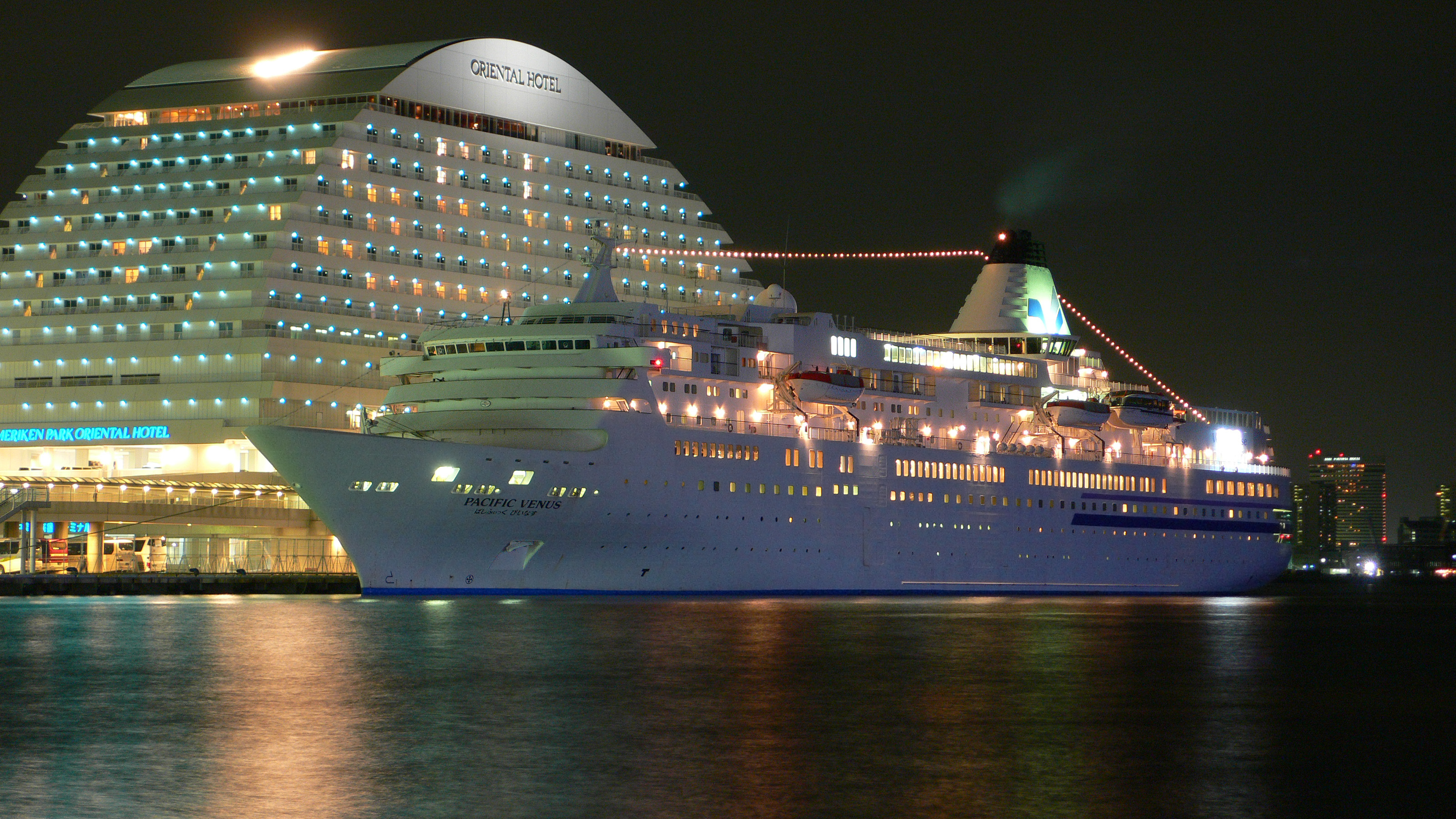
夜間（神戸港・中突堤）
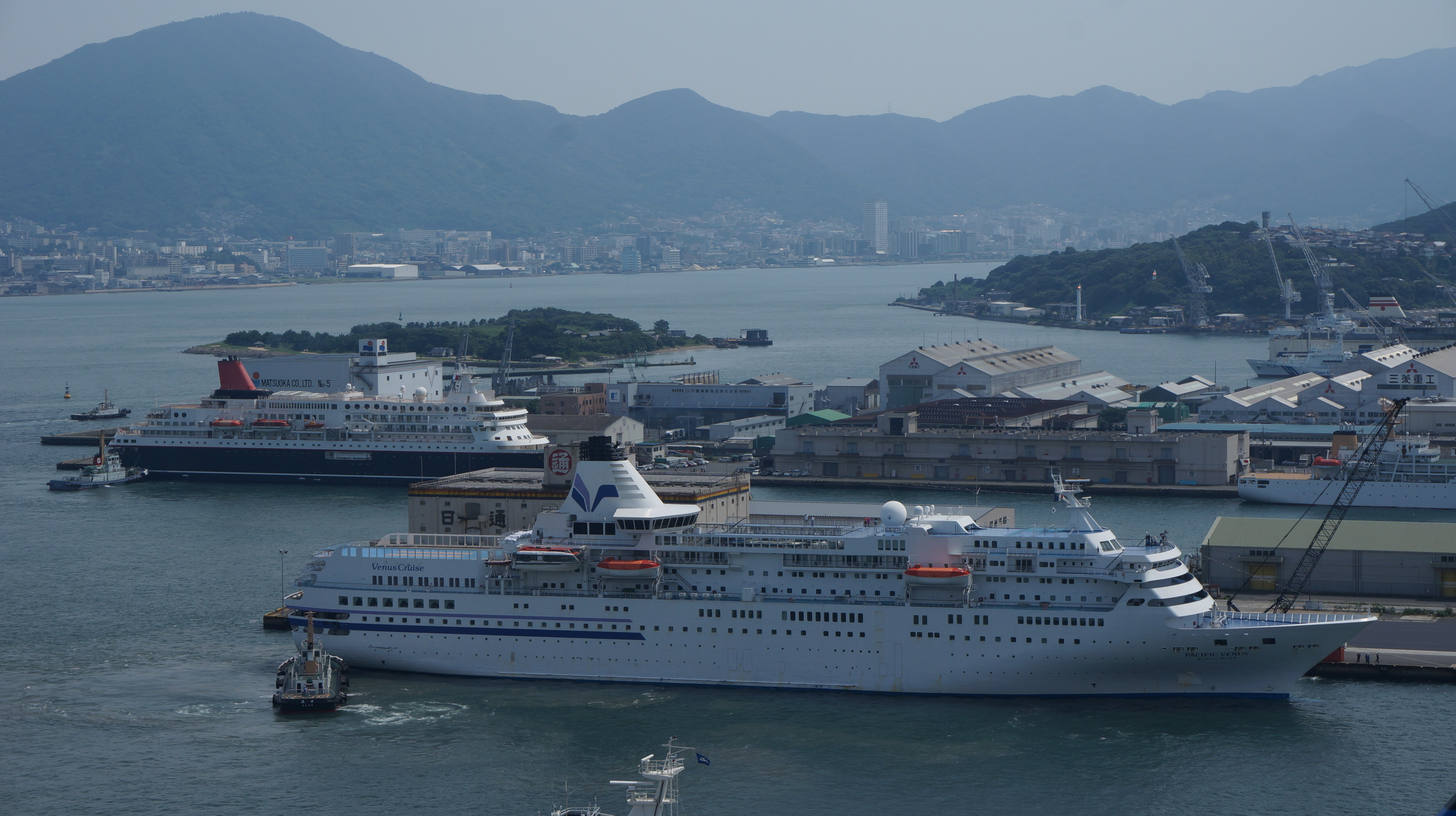
右舷（下関港・本港第一突堤）
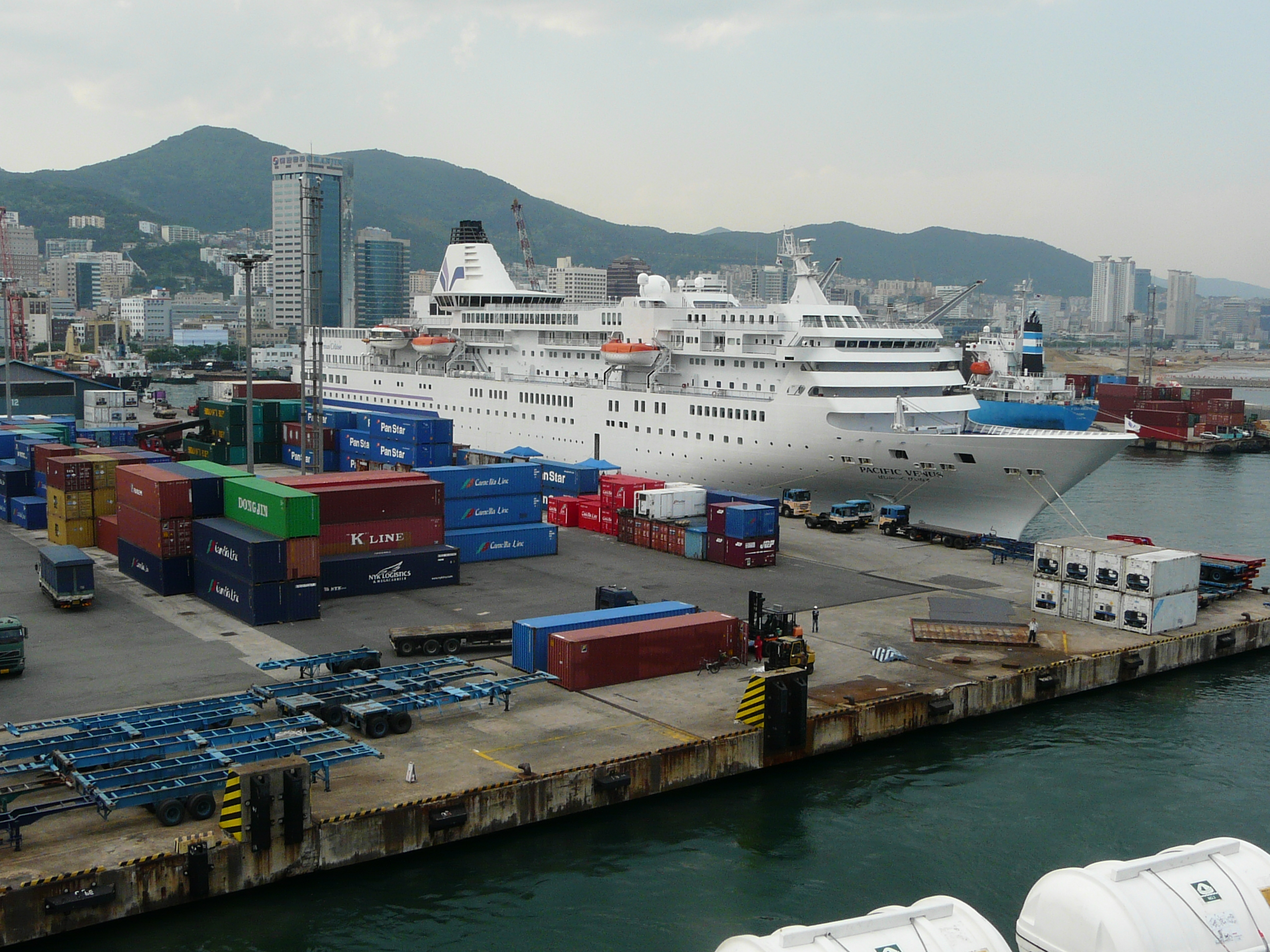
釜山港に停泊
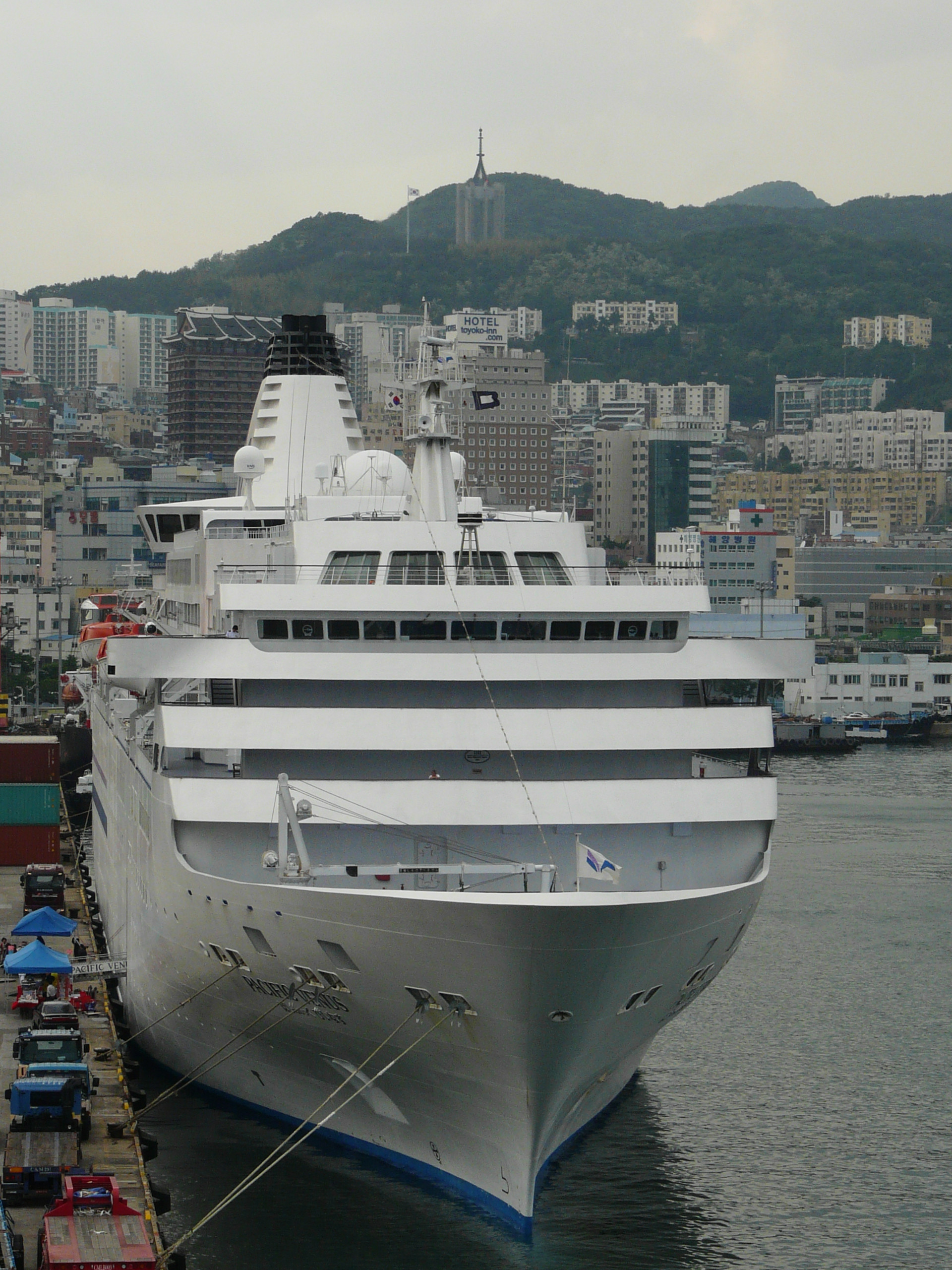
釜山港に停泊
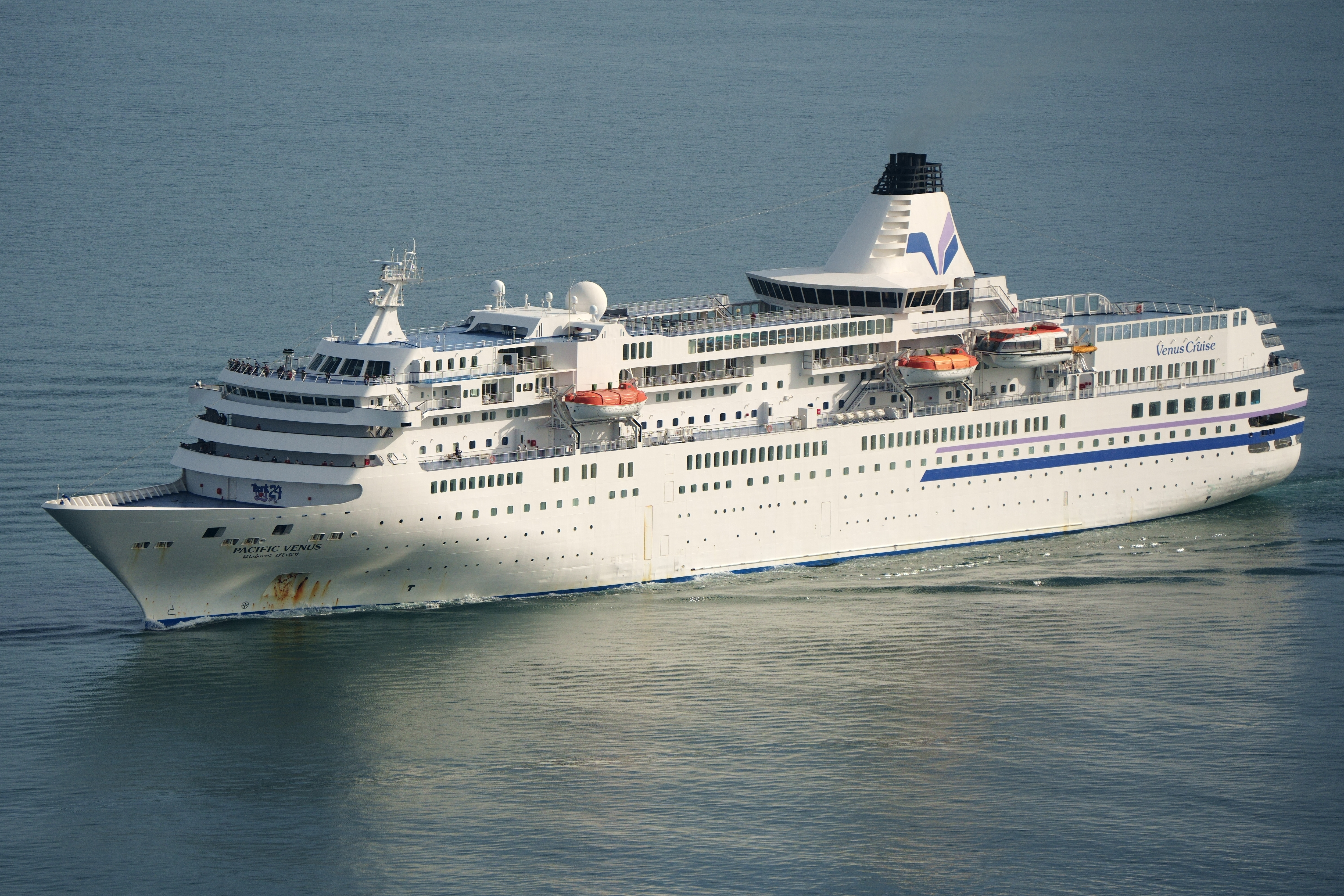
佐世保港入港中
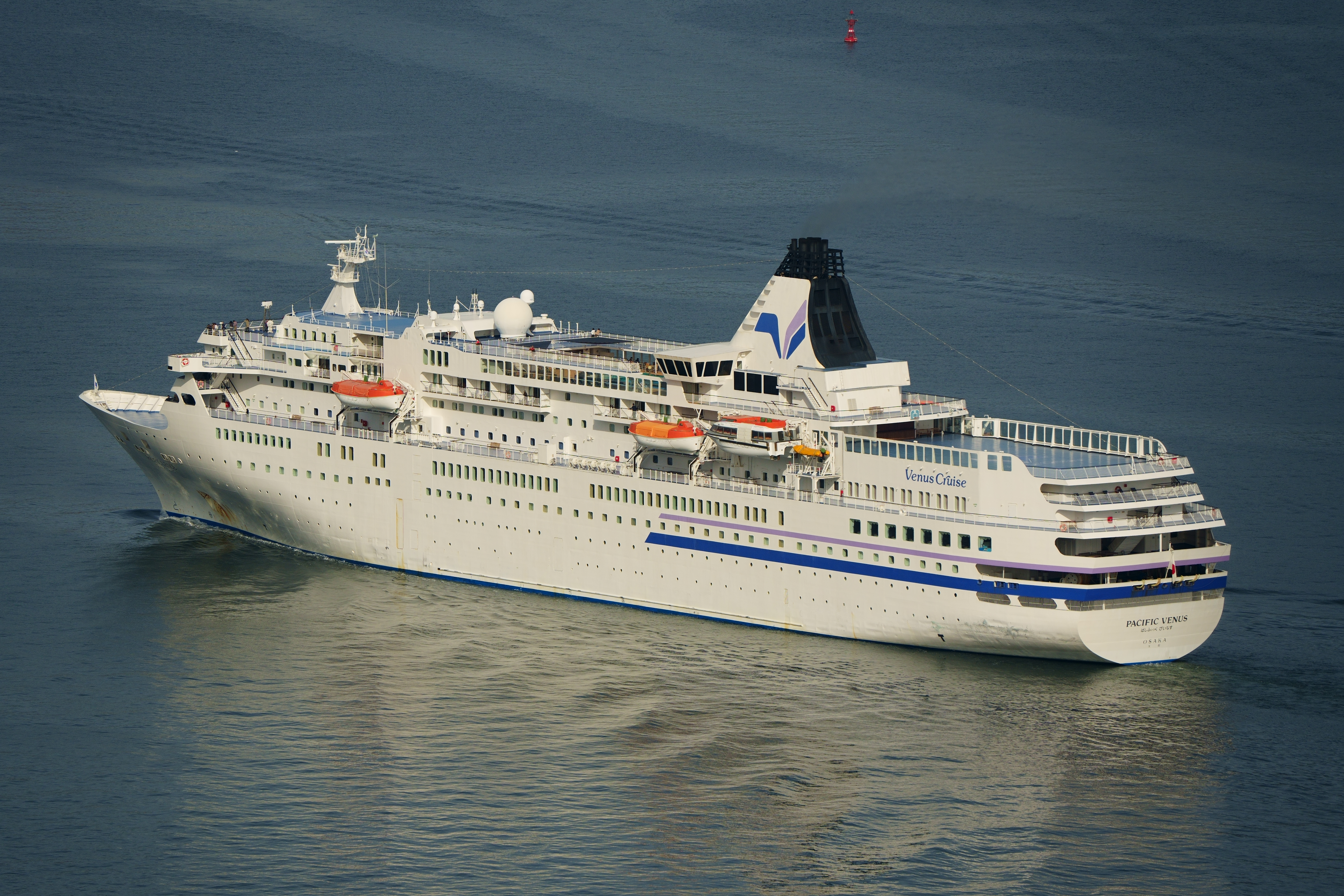
佐世保港入港中
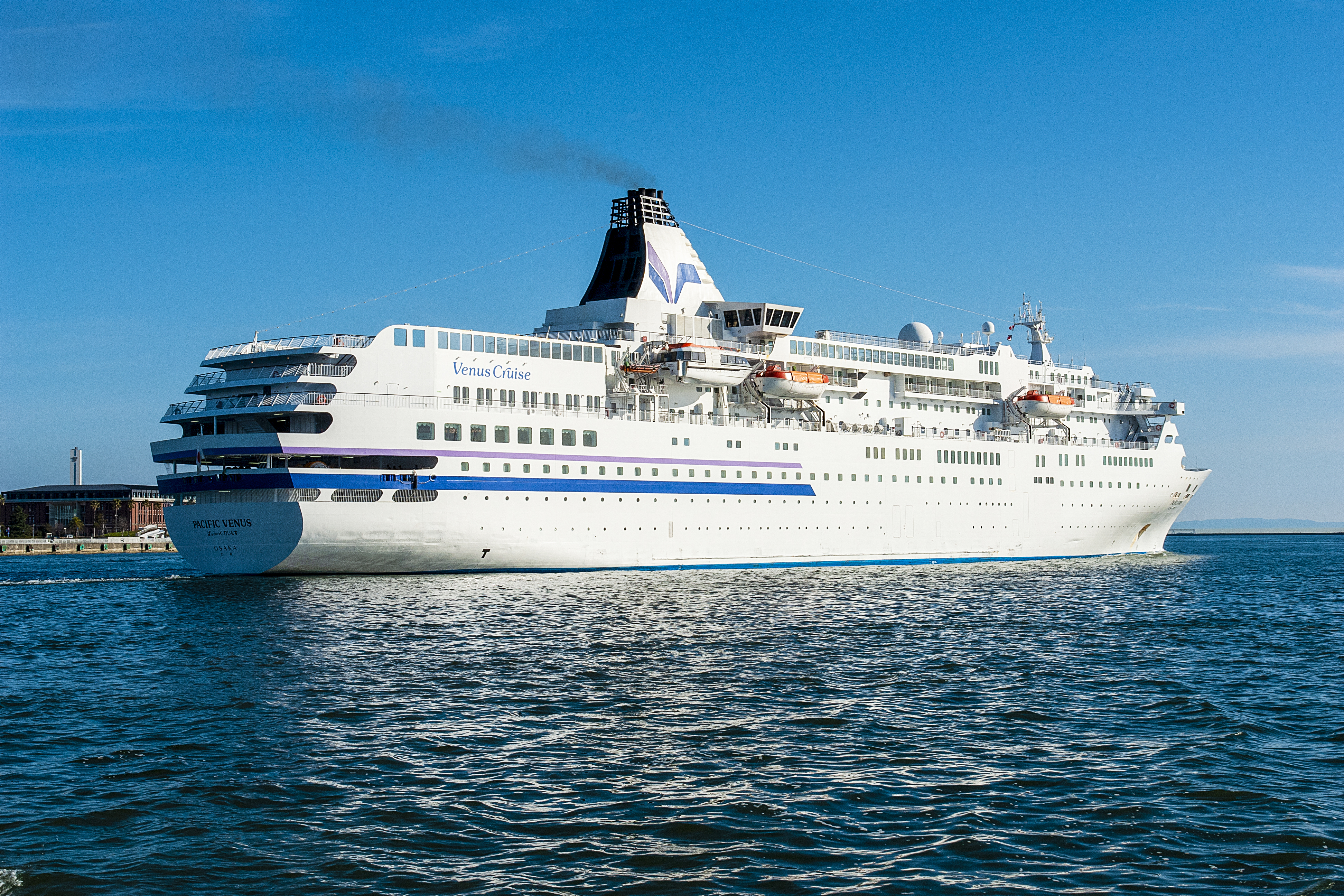
神戸港出港時